# 하나 헤르츠스프룽
하나 헤르츠스프룽(Hannah Herzsprung, 1981년 9월 7일 ~ )은 독일의 배우이다.

## 출연 작품
- 더 블룸 오브 예스터데이 (2016)
- 후 엠 아이 (2014)
- 연인들 (2014)
- 사과씨의 맛 (2013)
- 루드비히 2세 (2012)
- 가디언스 (2012)
- 커플링 (2011)
- 헬 (2011)
- 하버만 (2010)
- 빅키 더 바이킹 (2009)
- 위대한 계시 (2009)
- 릴라 릴라 (2009)
- 베르테르 (2008)
- 10 세컨즈 (2008)
- 바더 마인호프 (2008)
- 더 리더: 책 읽어주는 남자 (2008)
- 포 미니츠 (2006)